# Coldre

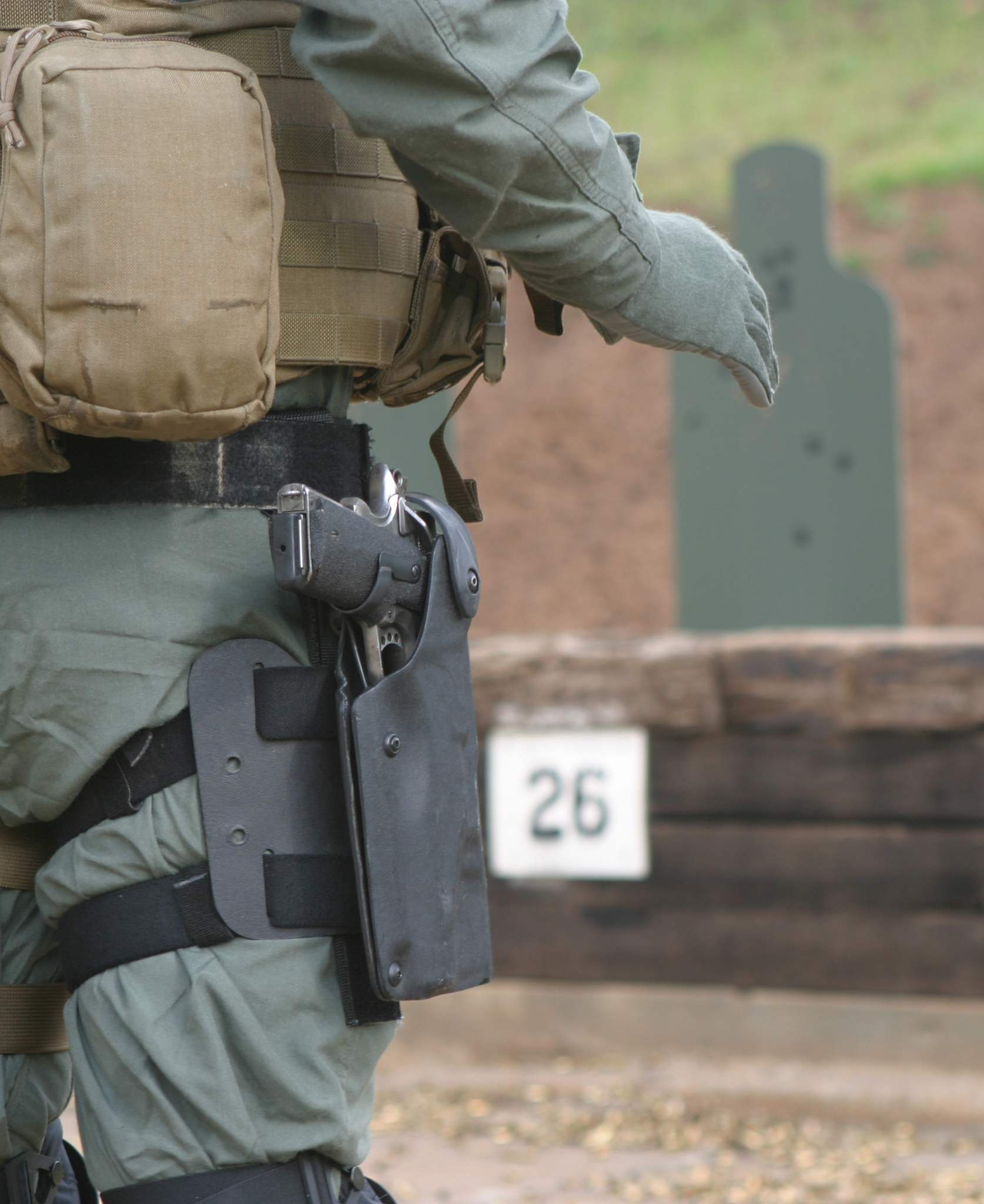
Arma em um coldre.

O coldre é uma bainha que serve de suporte para carregar armas de fogo curtas, como 
pistolas e revólveres, ou até mesmo armas de eletrochoque. Há algumas variações de coldres, podendo ser de tórax, de cintura, de tornozelo e, mais modernamente, os coldres de coxa.

## Visão geral
Os coldres atendem a propósitos distintos:
- Esporte (competições de tiro)
- Porte ostensivo (agentes da lei e forças armadas)
- Porte velado (cidadãos habilitados para posse/porte de arma de fogo)

Os coldres podem ser fabricados em uma grande variedade de materiais, sendo os mais comuns: Nylon, Cordura, Neoprene, Kydex, Polímero injetado, Couro e Híbrido; outra característica comum nos coldres modernos é a presença de travas que impeçam que a arma caia ou seja retirada do receptáculo sem a vontade de seu portador e também um sistema de regulagem que permita uma melhor adaptação à empunhadura do usuário e ao seu corpo, principalmente no caso de porte velado.